# 871 هـ
871 هـ هي سنة في التقويم الهجري امتدت مقابلةً في التقويم الميلادي بين سنتي 1466 و1467.

## مواليد
- يحيى بن يوسف التاذفي